# Hemigymnaspis brayi
Hemigymnaspis brayi är en insektsart som beskrevs av Davidson och Miller 1977. Hemigymnaspis brayi ingår i släktet Hemigymnaspis och familjen pansarsköldlöss.
Artens utbredningsområde är Dominica. Inga underarter finns listade i Catalogue of Life.